# Marly-sur-Arroux
Marly-sur-Arroux és un municipi francès, situat al departament de Saona i Loira i a la regió de Borgonya - Franc Comtat. L'any 2007 tenia 350 habitants.

## Demografia

### Població
El 2007 la població de fet de Marly-sur-Arroux era de 350 persones. Hi havia 145 famílies, de les quals 30 eren unipersonals (13 homes vivint sols i 17 dones vivint soles), 64 parelles sense fills, 47 parelles amb fills i 4 famílies monoparentals amb fills.
La població ha evolucionat segons el següent gràfic:
Habitants censats

### Habitatges
El 2007 hi havia 164 habitatges, 144 eren l'habitatge principal de la família, 13 eren segones residències i 6 estaven desocupats. 159 eren cases i 5 eren apartaments. Dels 144 habitatges principals, 120 estaven ocupats pels seus propietaris, 21 estaven llogats i ocupats pels llogaters i 3 estaven cedits a títol gratuït; 4 tenien dues cambres, 19 en tenien tres, 37 en tenien quatre i 84 en tenien cinc o més. 105 habitatges disposaven pel capbaix d'una plaça de pàrquing. A 61 habitatges hi havia un automòbil i a 78 n'hi havia dos o més.

### Piràmide de població
La piràmide de població per edats i sexe el 2009 era:
| Homes | Edats   | Dones |
| ----- | ------- | ----- |
| 0     | 95 o +  | 0     |
| 0     | 90 a 94 | 4     |
| 0     | 85 a 89 | 4     |
| 8     | 80 a 84 | 0     |
| 8     | 75 a 79 | 4     |
| 12    | 70 a 74 | 4     |
| 16    | 65 a 69 | 12    |
| 4     | 60 a 64 | 8     |
| 12    | 55 a 59 | 8     |
| 12    | 50 a 54 | 12    |
| 8     | 45 a 49 | 8     |
| 12    | 40 a 44 | 12    |
| 24    | 35 a 39 | 28    |
| 8     | 30 a 34 | 8     |
| 8     | 25 a 29 | 12    |
| 8     | 20 a 24 | 8     |
| 12    | 15 a 19 | 8     |
| 16    | 10 a 14 | 16    |
| 32    | 5 a 9   | 0     |
| 16    | 0 a 4   | 4     |

## Economia
El 2007 la població en edat de treballar era de 236 persones, 158 eren actives i 78 eren inactives. De les 158 persones actives 149 estaven ocupades (88 homes i 61 dones) i 9 estaven aturades (5 homes i 4 dones). De les 78 persones inactives 32 estaven jubilades, 15 estaven estudiant i 31 estaven classificades com a «altres inactius».

### Ingressos
El 2009 a Marly-sur-Arroux hi havia 141 unitats fiscals que integraven 356 persones, la mediana anual d'ingressos fiscals per persona era de 15.628 €.

### Activitats econòmiques
Dels 4 establiments que hi havia el 2007, 2 eren d'empreses de construcció, 1 d'una empresa d'hostatgeria i restauració i 1 d'una empresa immobiliària.
Dels 4 establiments de servei als particulars que hi havia el 2009, 2 eren paletes, 1 electricista i 1 restaurant.
L'any 2000 a Marly-sur-Arroux hi havia 21 explotacions agrícoles que ocupaven un total de 1.944 hectàrees.

## Equipaments sanitaris i escolars
El 2009 hi havia una escola elemental.

## Poblacions més properes
El següent diagrama mostra les poblacions més properes.